# Ковбас Василь Іванович
Василь Іванович Ковбас (нар. 11 січня 1937, село Стінка, тепер Бучацького району Тернопільської області — 30 вересня 2014, Чернівці) — український діяч, голова Чернівецької облради (1992—1994 рр.).

## Життєпис
Трудову діяльність розпочав у колгоспі села Стінки Бучацького району Тернопільської області.
У 1964 році закінчив історичний факультет Чернівецького університету.
З 1964 року працював вчителем середньої школи села Берегомет Вижницького району Чернівецької області. Член КПРС.
У 1980—1990 роках — завідувач організаційного відділу виконавчого комітету Чернівецької обласної ради народних депутатів; секретар виконавчого комітету Чернівецької обласної ради народних депутатів.
У квітні 1990 — квітні 1992 року — заступник голови Чернівецької обласної ради народних депутатів.
17 квітня 1992 — липень 1994 року — голова Чернівецької обласної ради народних депутатів.